# Маскио, Умберто
Умберто Дионисио Маскио (исп. Humberto Dionisio Maschio; 20 февраля 1933, Авельянеда, Буэнос-Айрес — 20 августа 2024, Авельянеда, Буэнос-Айрес) — аргентинский и итальянский футболист, нападающий. После завершения карьеры игрока работал тренером.

## Карьера
Умберто Маскио родился в семье выходца из Ломбардии и аргентинки. Он начал карьеру в клубе «Арсенал» (Льявальоль), откуда в 1953 году перешёл в «Кильмес». На следующий год футболист перешёл в «Расинг» из Авельянеды, заплативший за трансфер игрока 200 тыс. песо. 7 мая 1954 года он дебютировал в составе команды в матче с клубом «Чакарита Хуниорс». В 1956 году Маскио был близок к переходу в туринский «Ювентус», однако интерес итальянцев ослаб после матча сборных Аргентины и Италии, где футболист выступил неудачно. На следующий год он перешёл в другой итальянский клуб, «Болонью» за 5 млн песо. Он дебютировал в составе команды 15 сентября 1957 года в игре с «Лацио», в которой его клуб проиграл 3:4. В составе болонцев Умберто провёл два сезона, сыграв в 43 матчах и забив 13 голов.
В 1960 году он перешёл в «Аталанту», которая выкупила половину контракта футболиста. В этом клубе Умберто стал играть на позиции «под нападающими». В 1962 году Маскио перешёл в миланский «Интернационале». Он дебютировал в составе команды 9 сентября в матче Кубка Италии с клубом «Алессандрия», в котором «нерадзурри» победили 5:0. Всего за клуб он провёл 17 игр и забил 6 голов. В своём единственном сезоне в клубе Маскио выиграл чемпионат Италии. Несмотря на этот успех, Маскио был недоволен своей позицией на поле: главный тренер команды, Эленио Эррера, использовал футболиста в центре полузащиты, что не нравилось футболисту. Последний матч за клуб Умберто провёл 26 мая 1963 года с «Торино» (1:1).
В 1963 году Маскио перешёл в «Фиорентину», дебютировав в клубе 9 сентября 1963 года в матче Кубка Италии с «Ливорно» (3:0). Там он выступал 3 сезона, являясь вместе с Джузеппе Кьяпеллой и Куртом Хамрином системообразующим игроком команды. В 1966 году он выиграл с клубом Кубок Италии. В апреле того же года он уехал на родину, вернувшись в «Расинг». Первый матч после возвращения футболист сыграл с «Чакаритой Хуниорс», в игре с которой дебютировал в свой первый приход в клуб. В этом же сезоне он выиграл чемпионат Аргентины. На следующий год он добился в клубе выигрыша Кубка Либертадорес и Межконтинентального кубка. Сам футболист позже говорил, что «Расинг» 1960-х был «революционной командой», касаемо не только игры, но и тактики и тренировок. 29 декабря 1968 года он провёл прощальный матч.

## Международная карьера

### Сборная Аргентины
С 1956 по 1957 год Маскио выступал за сборную Аргентины. В 1957 году он играл в составе национальной команды на чемпионате Южной Америки, где аргентинцы отпраздновали победу. На этом турнире он стал лучшим бомбардиром, забив в 6 играх 9 голов. При этом, в первом матче сборной, с Колумбией Маскио сделал хет-трик, а ещё в двух играх делал «дубли». Помимо него, атаку аргентинцев составляли Омар Сивори и Антонио Анджелилло. Эта троица получила прозвище «грязные рожи» (исп. caras sucias), за то, что почти полностью были в грязи в после матча со сборной Бразилии, выигранном аргентинцами со счётом 3:0. Всего за сборную Аргентины он провёл 12 матчей и забил в них 12 голов.

### Сборная Италии
5 мая 1962 года Маскио дебютировал в составе сборной Италии в товарищеской игре с Францией. В том же году он поехал на чемпионат мира в качестве капитана команды. Там он провёл один матч, с Чили, прозванный «Сражение в Сантьяго», в котором игрок чилийцев, Леонель Санчес, сломал Маскио нос. Эти матчи стали единственными, проведёнными Умберто в футболке «Скуадры Адзурры».

## Тренерская карьера
Завершив карьеру игрока, Маскио стал тренером. Он возглавлял сборные Аргентины и Коста-Рики, а также дважды был главным тренером «Расинга», «Индепендьенте» (победитель Кубка Либертадорес 1973), «Блуминг» и работал в других клубах.

### Смерть
Умер 20 августа 2024 года от почечной недостаточности в возрасте 91 года.

## Достижения

### Командные
- Чемпион Южной Америки: 1957
- Чемпион Италии: 1963
- Обладатель Кубка Италии: 1966
- Чемпион Аргентины: 1966
- Обладатель Кубка Либертадорес: 1967
- Обладатель Межконтинентального кубка: 1967

### Личные
- Лучший бомбардир чемпионата Южной Америки: 1957 (9 голов)

### Тренерские
- Обладатель Кубка Либертадорес: 1973